# SN 2002lv
SN 2002lv – supernowa odkryta 23 września 2002 roku w galaktyce A033333-0918. W momencie odkrycia miała maksymalną jasność 25,20m.